# Sankt Michaels Kirke (Luxembourg)
 For alternative betydninger, se Sankt Michaels Kirke. (Se også artikler, som begynder med Sankt Michaels Kirke)
Sankt Michaels Kirke er en romersk-katolsk kirke i Luxembourg, i bydelen Fëschmaart. 
Kirken står på den ældste religiøse grund i byen. Den første kirke på stedet blev bygget i 987, som kapel for Greven af Luxembourg. Gennem årene er det blevet renoveret flere gange, og bygningen, som den ses i dag, er fra 1688. Bygningen kombinerer romansk stil og barok.
49°36′41″N 6°08′05″Ø / 49.6114°N 6.1347°Ø